# Cedar Point
Cedar Point es un parque de atracciones de 147  hectáreas situado en Sandusky, Ohio, Estados Unidos, sobre una angosta península del lago Erie, en la bahía de Sandusky. Es el segundo parque con más montañas rusas del mundo (17 en total). Una de sus montañas rusas, Top Thrill Dragster, es la segunda más alta del mundo.
Cedar Point es también el único parque de atracciones que tiene cinco montañas rusas que superan los 61 metros (200 pies) de altura. El parque también tiene más de un kilómetro de playa, dos parques acuáticos, dos puertos deportivos, y varios hoteles. Ha sido votado varias veces como Mejor Parque de Atracciones del Mundo en los Golden Ticket Awards.
El parque abrió sus puertas en 1870 y es el segundo más antiguo en América del Norte.

## Historia
Originalmente, la península sobre la que se ubica el parque estaba repleta de cedros. Durante muchos años, el lugar sirvió como zona de pícnic, y no fue hasta 1870 cuando se empezó la construcción del actual parque.

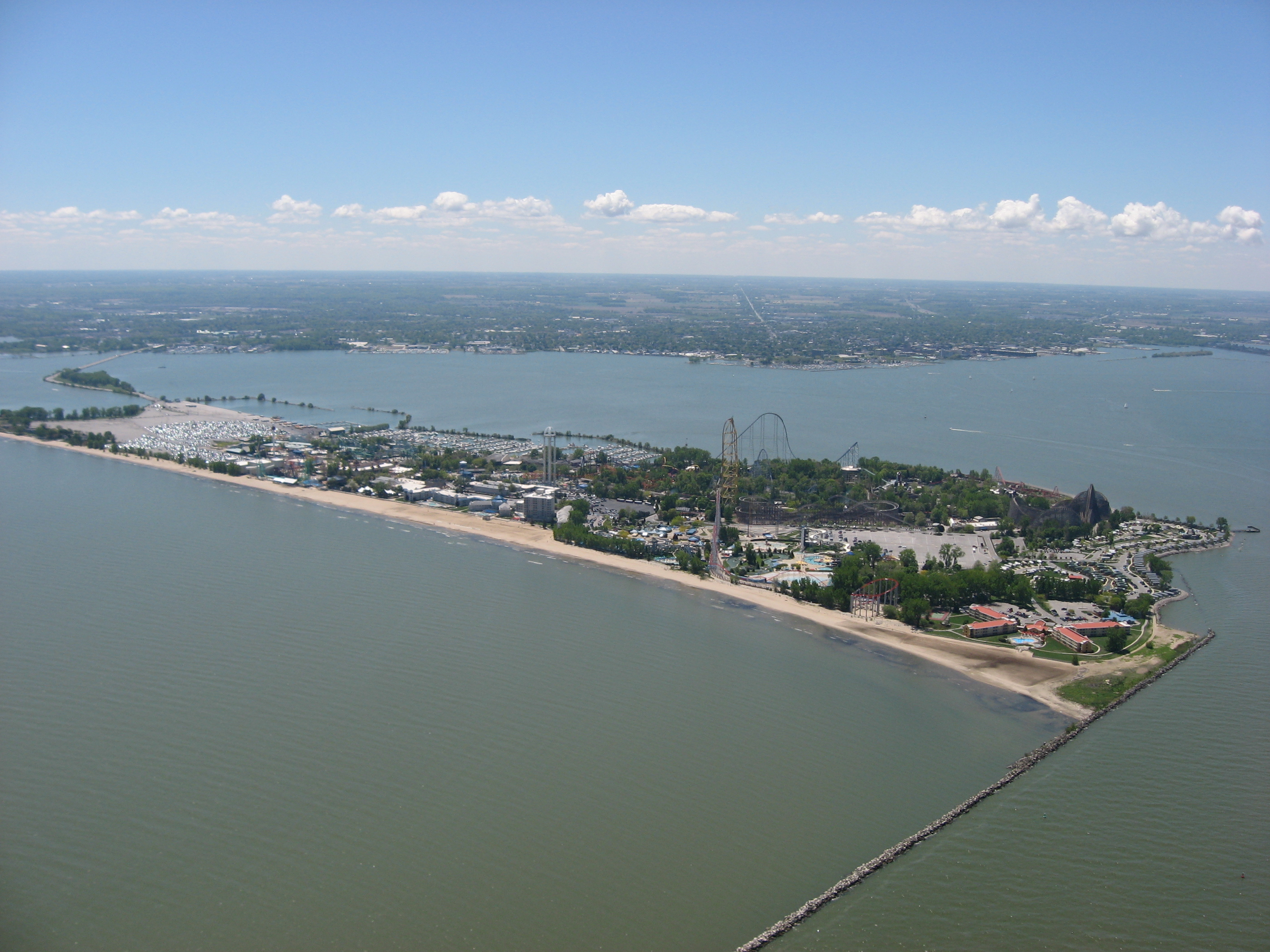
Vista aérea del parque.

Cedar Point se fue ampliando poco a poco, añadiendo una serie de nuevas atracciones y montañas rusas. En 1929, Cyclone, una de las más famosas montañas rusas de madera, fue construida por el legendario diseñador Harry Traver.
La Gran Depresión provocó un efecto negativo en el parque, del que no se recuperó completamente hasta la década de 1950, cuando los empresarios George Roose y Emile Legros lo compraron. Su idea inicial era derribar el actual parque y convertirlo en una zona residencial. Con esto en mente, se construyó un puerto deportivo y una calzada que unía esta zona y Sandusky.
Al enterarse los habitantes de la zonade los planes de Roose y Legros, iniciaron una campaña en la que solicitaron por carta al gobernador de Ohio que interviniese. Debido al gran alboroto que provocó la iniciativa y la gran popularidad que había alcanzado Disneyland en Anaheim, California, Roose y Legros optaron por no derribar Cedar Point y ampliarlo para que fuera el "Disneyland" del Medio Oeste.

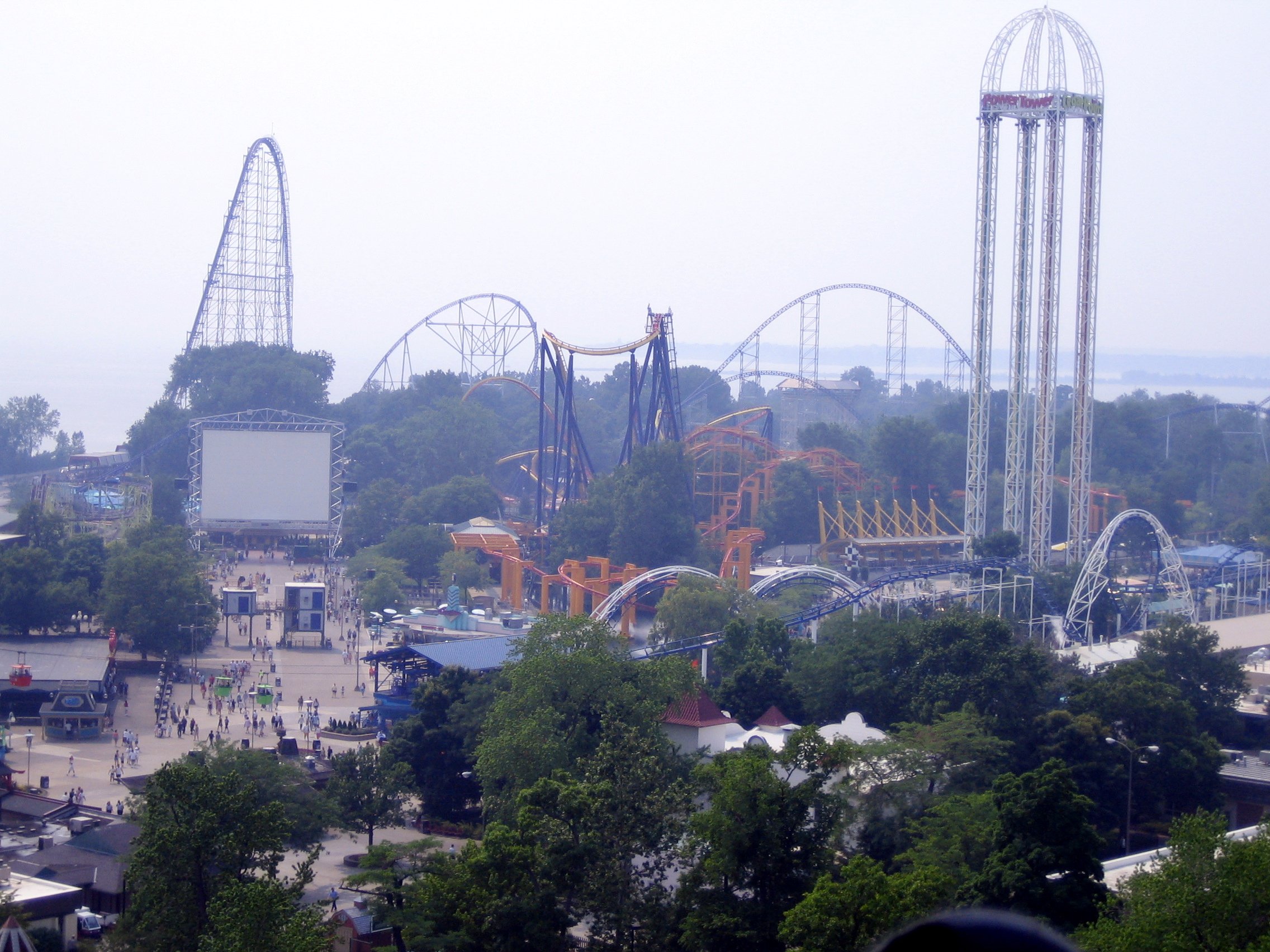
Cedar Point.

El parque siguió ampliándose durante los siguientes cincuenta años. Muchas de las nuevas montañas rusas que se inauguraban batían récords mundiales. Por ejemplo, Cedar Creek Mine Ride abrió sus puertas en 1969 como una de las primeras montañas rusas de estilo tren minero, y también una de las primeras en utilizar raíles de acero en vez de los tradicionales de madera. En 1976, Corkscrew se convirtió en la primera montaña rusa con tres inversiones (un loop y dos corckscrews). Corkscrew fue también una de las primeras en utilizar el loop tal y como lo conocemos hoy en día: su única predecesora había sido The Revolution, en Six Flags Magic Mountain, que se había inaugurado ocho días antes.
En 1978, Gemini logró el récord de la más alta y rápida montaña rusa doble y con caída más empinada que se había construido hasta la fecha. En 1989, Magnum XL 200, diseñada por Arrow Dynamics, recuperó de nuevo estos récords que otras montañas rusas ya habían alcanzado, y además logró superar por primera vez la barrera de los 60 metros de altura. En 1991, Mean Streak se posicionó como la montaña rusa de madera más alta del mundo, así como una de las más rápidas.

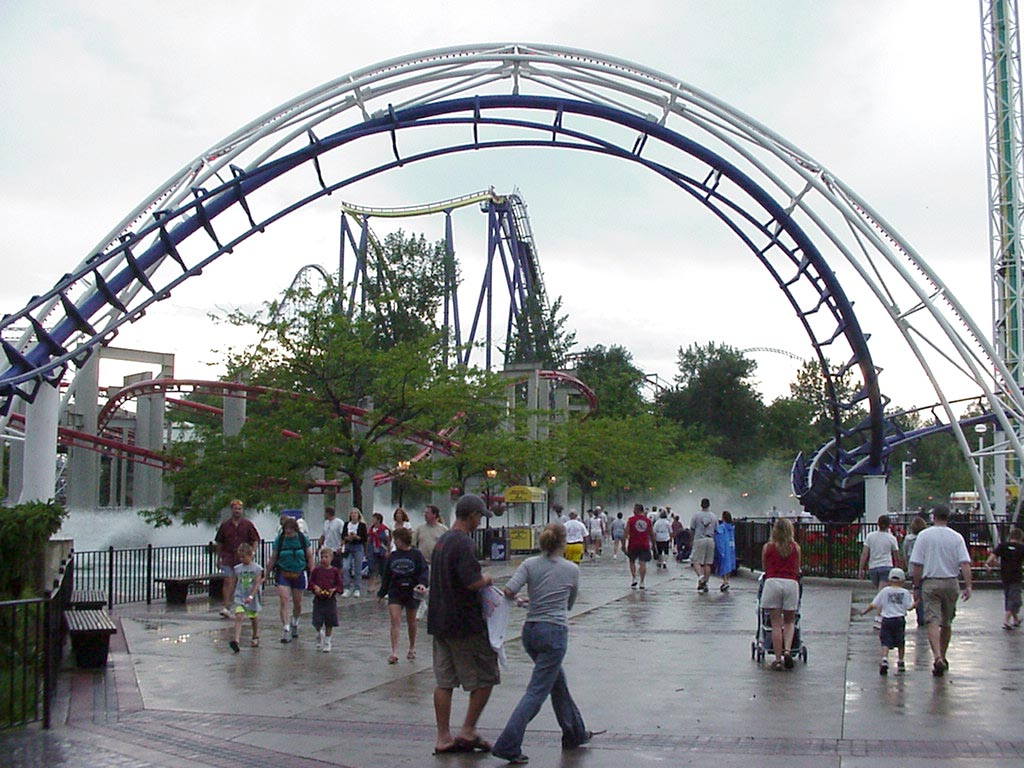

Raptor, diseñada por Bolliger & Mabillard e inaugurada en 1994, se convirtió en la montaña rusa invertida más alta, rápida y larga del mundo, además de ser la que contaba con más inversiones. Mantis, diseñada por la misma compañía en 1996, también alcanzó los récords de montaña rusa más alta, rápida y larga del estilo "stand-up" (vertical), y el récord de inversiones. En el año 2000, Intamin AG diseñó para el parque Millennium Force, que en ese momento era la montaña rusa más rápida y fue la primera en alcanzar los 90 metros de altura. En el año 2002, se anunció la construcción de Wicked Twister, la montaña rusa invertida impulsada más alta y rápida. Cedar Point continuó su tradición de romper récords mundiales cuando en 2003 inauguró la Top Thrill Dragster, también diseñada por Intamin AG, que alcanza los 190 km/h y una altura de 128 metros. Cabe decir que, en la actualidad, la única montaña rusa que ha superado estas dos plusmarcas es la Kingda Ka, del parque Six Flags Great Adventure.
posteriormente la incorporación al parque dentro del terreno de las montañas rusas fue la coaster Maverick, que recibió el título de "mejor montaña rusa del parque de 2007".
La última incorporación al parque fue el año 2018: Coaster Steel Vengeance fue diseñada por Rocky Mountain Constructions.

## Cedar Point Public Beach
A lo largo de la costa norte de Cedar Point en el Lago Erie se extiende una playa apta para el baño donde es posible bañarse, el Hotel Breakers aparte de ofrecer una Piscina también ofrece acceso a la playa, la playa es visible desde la montaña rusa Magnum X-L 200 con unos 62 metros de altura.